# Julián Luis Manzano Monis
Julián Luis Manzano-Monís y Mancebo (Madrid, 3 de mayo de 1919 - Madrid, 24 de agosto de 2012) fue un arquitecto español. No debe confundirse con su hijo, también arquitecto, autor de proyectos para paradores nacionales, Julián Manzano-Monís Caruncho.
Perteneció a la promoción de 1948 de la Escuela Superior de Arquitectura de Madrid. Colaboró en el estudio del arquitecto Luis Gutiérrez Soto. En las décadas de 1960 y 1970 fue arquitecto jefe de la sección técnica de la Subdirección General de Inmuebles y Obras del Ministerio de Información y Turismo. Se jubiló en 1984.
En 1967 recibió la medalla de plata al Mérito Turístico, junto a los arquitectos José Osuna Fajardo, Manuel Sainz de Vicuña, Ignacio Gárate y José Luis Picardo Castellón.

## Paradores nacionales
En el periodo dedicado al Ministerio de Información y Turismo, proyectó y construyó numerosos paradores, tanto de nueva planta como en monumentos artísticos. 

### Paradores de nueva planta
Destacan los levantados en Antequera, Torremolinos (Málaga Golf) y Nerja en 1965.
Parador de Mazagón (Huelva)1966. El parador de Mazagón se levanta en el patio trasero del parque nacional de Doñana.
Parador de Mojácar (Mojácar, Almería)1968, “Arquitectura blanca de patio interior, en la que destaca el respeto de su autor por el paisaje espléndido de Mojacar”

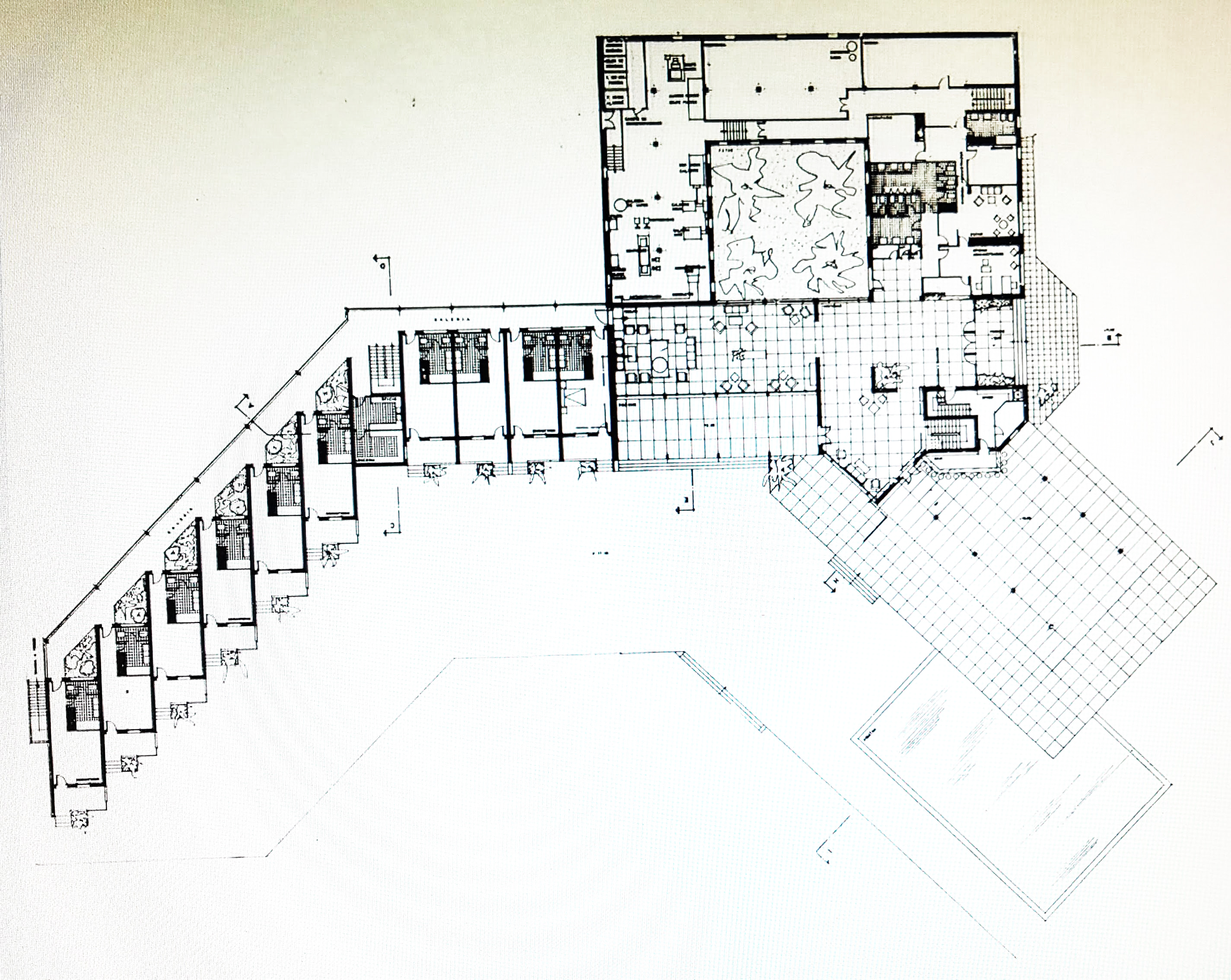
Planta del Parador de Mojácar

Parador de Toledo (Toledo) 1968 “El parador se construyó en 1968 con el proyecto del arquitecto Julián Luis Manzano Monis, pensando en el turista, en ofrecerle una vista que no olvidase nunca. Para ello era preciso levantar un nuevo cigarral a imagen y semejanza de los muchos que se asientan en esta margen del río, en lo que conocen los toledanos como el Cerro del Emperador.”
Parador de Sierra Nevada (Monachil, Granada) 1966. Magnífico edificio de montaña con sus fachadas de mampostería de piedra, madera de pino y carpinterías de acero. Se ha perdido lamentablemente en el incendio de 2006.

### Paradores en monumentos históricos
Cuatro fueron los paradores habilitados en monumentos históricos:
Parador de Villacastín – Albergue Nacional de Carretera por tener limitada la estancia a un máximo de dos noches (1961). Edificado sobre un antiguo caserón, que fue hospital en tiempos de Carlos IV, se encuentra a la entrada del núcleo urbano llegando desde Madrid por la N-VI, en el lado sentido Madrid. De elegante y sobria arquitectura aparenta ser un edificio antiguo a pesar de estar concebido en 1958. Cerrado en 1983.
Parador de Mérida - Parador Vía de la Plata (1964). Parador desde 1933, se procede a una completa rehabilitación y restauración del Convento de Jesús Nazareno fundado en 1724 y desamortizado en el siglo XIX, en el que pasa a formar parte del patrimonio de la ciudad. Destaca el claustro interior y los hermosos jardines.
Parador de Oropesa – Parador Virrey de Toledo en el Castillo de Oropesa (1966).“Situado en la que fue casa solariega de los Condes de Oropesa, Duques de Frías, fue habilitado antes de nuestra guerra por el arquitecto Luis M. Feduchi. Mereció las justas alabanzas, entre otras personalidades del escritor Sommerset Maughan. El arquitecto Julián Luis Manzano Monís procede a una completa restauración, ampliándose las habitaciones y devolviendo al conjunto su traza primitiva. La Torre del Homenaje y el Patio de Armas son los elementos más destacados.
Parador de Zafra – Parador Duques de Feria (1968). Alcázar en 1437 y Palacio de los Duques de Feria. s XVI. Desaparecidos los Suárez Figueroa, el Palacio sufre una larga decadencia, siendo dedicado a distintas funciones (cuartel, prisión hospital, etc.) hasta que en 1965 comienzan las obras para transformarlo en Parador de Turismo. Este hecho marca el resurgir del edificio y a ello tenemos que agradecer que haya llegado hasta nuestros días en todo su esplendor.

## Actividad privada
De forma paralela a su actividad pública, mantuvo un estudio privado y diseñó multitud de edificaciones, vivienda unifamiliar y colectiva. Cabe destacar los siguientes Proyectos:
- Tienda de Alta Costura en Madrid 1950[5]
- Para el Instituto Nacional de Colonización elabora el proyecto del pueblo de Novelda del Guadiana (Badajoz) en 1954[6]
- Pabellón de Huelva en la 3ª Feria del Campo de Madrid 1956[7]“El arquitecto Julián Luis Manzano-Monís encarga para el pabellón de Huelva de la primera Feria del Campo sendos murales a Amadeo Gabino, Manolo Molezún y Luis Caruncho”
- Edificio de viviendas para el Patronato de funcionarios del Ministerio de trabajo en Madrid, con Francisco de Asís Cabrero. 1959
- Bungalows en Artola Los Patios. (Las Chapas, Marbella) 1960

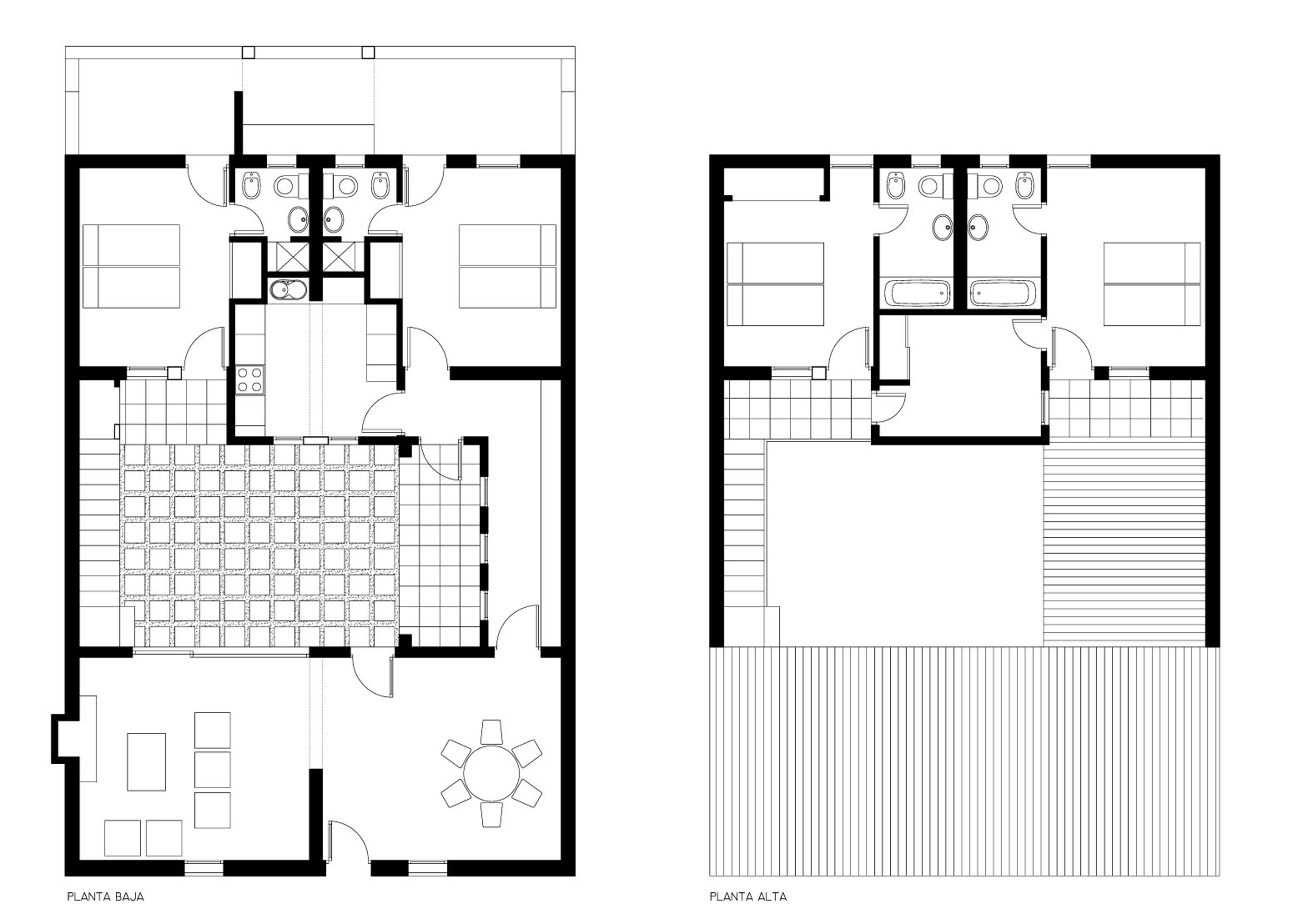
Planta de Los Patios Marbella - Málaga

- Viviendas unifamiliares en la finca “Eras del Ingles” Aravaca Madrid 1966
- Proyecto de edificios de viviendas para el Patronato de funcionarios del Ministerio de Asuntos Exteriores. San Francisco el Grande-Madrid, con Manuel Manzano Monís. 1968
- Rehabilitación del Teatro María Guerrero de Madrid 1970[8]
- Elabora varios encargos para el Ministerio de Asuntos Exteriores durante los setenta, entre los que destacan la Embajada de España en Dakar, la restauración de la Embajada de Lisboa tras su incendio y la intervención en el Edificio Hotel Santa Isabel en La Habana. Cuba -1986

## Vida personal
Se casó con Lourdes Caruncho Amat en octubre de 1951.